# Digital Anvil
Digital Anvil était un studio de développement de jeux vidéo basé à Austin, aux États-Unis. Il fut fondé en 1996 par Chris Roberts, le créateur de Wing Commander, avec Marten Davies, Erin Roberts, Eric Peterson, Tony Zurovec, et plusieurs autres personnes ayant quitté Origin Systems. Leur premier jeu, StarLancer, développé en collaboration avec Warthog Games, est sorti en 2000 sur Windows puis sur Dreamcast.

## Jeux développés
| # | Titre       | Année | Plates-formes      |
| - | ----------- | ----- | ------------------ |
| 1 | StarLancer  | 2000  | Windows, Dreamcast |
| 2 | Freelancer  | 2003  | Windows            |
| 3 | Brute Force | 2003  | Xbox               |